# مفاهیم جاری و آناگویی‌های نوآورانه
مفاهیم جاری و آناگویی‌های نوآورانه: شبیه‌سازی رایانه‌ای مکانیسم‌های بنیادین اندیشه‌ورزی (به انگلیسی: Fluid Concepts and Creative Analogies: Computer Models of the Fundamental Mechanisms of Thought) کتابی است از داگلاس هافستادر و دیگر اعضای پژوهشگاه همسانی‌های جاری که در سال ۱۹۹۵ چاپ شده‌است. این کتاب به بررسی مکانیسم‌های هوش به‌کمک شبیه‌سازی رایانه‌ای می‌پردازد. این کتاب ادعا می‌کند که مفاهیم آناگویی و جاری‌بودن، برای توضیح چگونگی حل مشکلات ذهن انسان و ایجاد برنامه‌های رایانه‌ای که رفتار هوشمندانه را نمایش می‌دهند، کاربرد دارند. این کتاب چندین برنامه رایانه‌ای را که اعضای گروه طی سال‌ها برای حل مشکلاتی که نیاز به هوش دارند، ایجاد کرده‌اند، بررسی می‌کند.
این کتاب همچنین اولین کتابی بود که در Amazon.com فروخته شد.